# Колфакс (Айова)
Колфакс (англ. Colfax) — місто (англ. city) в США, в окрузі Джеспер штату Айова. Населення — 2255 осіб (2020).

## Географія
Колфакс розташований за координатами 41°40′34″ пн. ш. 93°14′26″ зх. д. / 41.67611° пн. ш. 93.24056° зх. д. (41.676078, -93.240433).  За даними Бюро перепису населення США в 2010 році місто мало площу 4,68 км², з яких 4,65 км² — суходіл та 0,04 км² — водойми. В 2017 році площа становила 6,70 км², з яких 6,12 км² — суходіл та 0,59 км² — водойми.

## Демографія
Згідно з переписом 2010 року, у місті мешкали 2093 особи в 851 домогосподарстві у складі 569 родин. Густота населення становила 447 осіб/км².  Було 927 помешкань (198/км²).
Расовий склад населення:
| - 98,3 % — білих - 0,4 % — корінних американців - 0,3 % — чорних або афроамериканців - 0,1 % — азіатів |

До двох чи більше рас належало 0,7 %. Частка іспаномовних становила 0,9 % від усіх жителів.
За віковим діапазоном населення розподілялося таким чином: 25,0 % — особи молодші 18 років, 60,2 % — особи у віці 18—64 років, 14,8 % — особи у віці 65 років та старші. Медіана віку мешканця становила 38,3 року. На 100 осіб жіночої статі у місті припадало 96,9 чоловіків;  на 100 жінок у віці від 18 років та старших — 95,0 чоловіків також старших 18 років.
Середній дохід на одне домашнє господарство  становив 61 003 долари США (медіана — 44 706), а середній дохід на одну сім'ю — 72 173 долари (медіана — 61 917). Медіана доходів становила 42 096 доларів для чоловіків та 34 152 долари для жінок. За межею бідності перебувало 12,3 % осіб, у тому числі 10,6 % дітей у віці до 18 років та 19,8 % осіб у віці 65 років та старших.
Цивільне працевлаштоване населення становило 895 осіб. Основні галузі зайнятості: освіта, охорона здоров'я та соціальна допомога — 27,3 %, виробництво — 14,4 %, науковці, спеціалісти, менеджери — 10,4 %, фінанси, страхування та нерухомість — 7,5 %.